# Climacia versicolor
Climacia versicolor är en insektsart som beskrevs av Oliver S. Flint Jr. 1998. Climacia versicolor ingår i släktet Climacia och familjen svampdjurssländor. Inga underarter finns listade i Catalogue of Life.